# 亞歷山德羅斯·特佐瓦斯
亞歷山德羅斯·特佐瓦斯（希臘語：Αλέξανδρος Τζόρβας，羅馬化：Alexandros Tzorvas，1982年8月12日—）是希臘的一位足球運動員。在場上司職門將。他代表希臘國家足球隊參賽。